# Geosito Cava di Duidduru

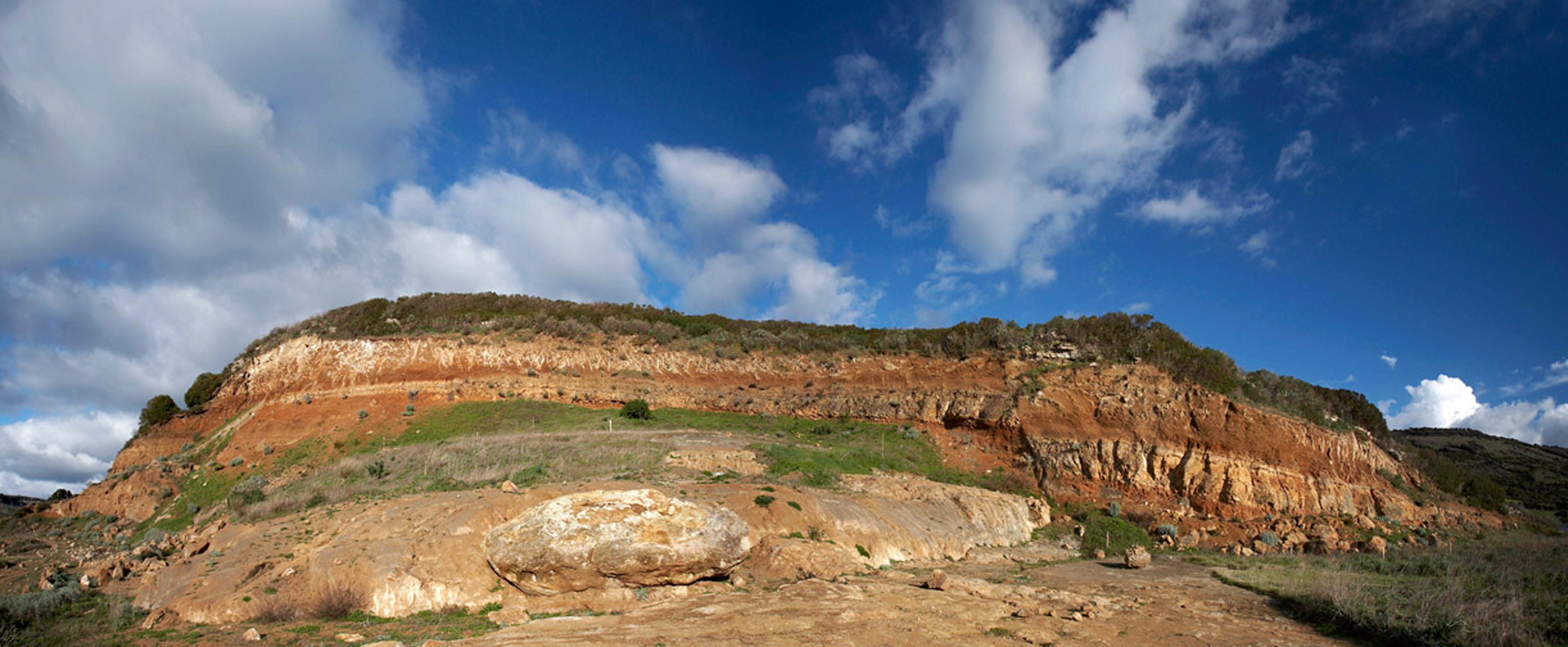
Geosito Cava di Duidduru

La Sardegna presenta, in diverse aree del suo territorio, frammenti preziosi della sua storia geologica.
Nel territorio di Genoni, negli anni Ottanta, è stato scoperto un sito di valenza geologica e paleontologica molto importante.
Un odierno scenario tropicale può aiutarci ad immaginare come poteva essere Duidduru nel Miocene; la stratigrafia del sito e la ricchezza dei fossili presenti sono alcuni elementi che rendono il sito interessante dal punto di vista scientifico.
Il lavoro di paleontologi e geologi della Soprintendenza per i beni Archeologici di Sassari e Nuoro e dei Professori del Dipartimento di Scienze della Terra dell'Università di Cagliari ha permesso di ricostruire l'ambiente miocenico.
Parte del materiale recuperato e restaurato è esposto a Genoni presso il P.AR.C..